# Sumpter (Wisconsin)
Sumpter es un pueblo ubicado en el condado de Sauk en el estado estadounidense de Wisconsin. En el Censo de 2010 tenía una población de 1191 habitantes y una densidad poblacional de 12,16 personas por km².

## Geografía
Sumpter se encuentra ubicado en las coordenadas 43°22′1″N 89°47′3″O / 43.36694, -89.78417. Según la Oficina del Censo de los Estados Unidos, Sumpter tiene una superficie total de 97.95 km², de la cual 97.54 km² corresponden a tierra firme y (0.42%) 0.41 km² es agua.

## Demografía
Según el censo de 2010, había 1191 personas residiendo en Sumpter. La densidad de población era de 12,16 hab./km². De los 1191 habitantes, Sumpter estaba compuesto por el 73.8% blancos, el 0.59% eran afroamericanos, el 1.18% eran amerindios, el 0.17% eran asiáticos, el 0% eran isleños del Pacífico, el 21.58% eran de otras razas y el 2.69% pertenecían a dos o más razas. Del total de la población el 32.75% eran hispanos o latinos de cualquier raza.